# Mythicomyia flavipes
Mythicomyia flavipes är en tvåvingeart som beskrevs av Cresson 1915. Mythicomyia flavipes ingår i släktet Mythicomyia och familjen svävflugor. Inga underarter finns listade i Catalogue of Life.